# مارشال هاريس
مارشال هاريس (بالإنجليزية: Marshall Harris)‏ هو لاعب كرة قدم أمريكية أمريكي، ولد في 6 ديسمبر 1955 في سان أنطونيو في الولايات المتحدة.